# David Phelps

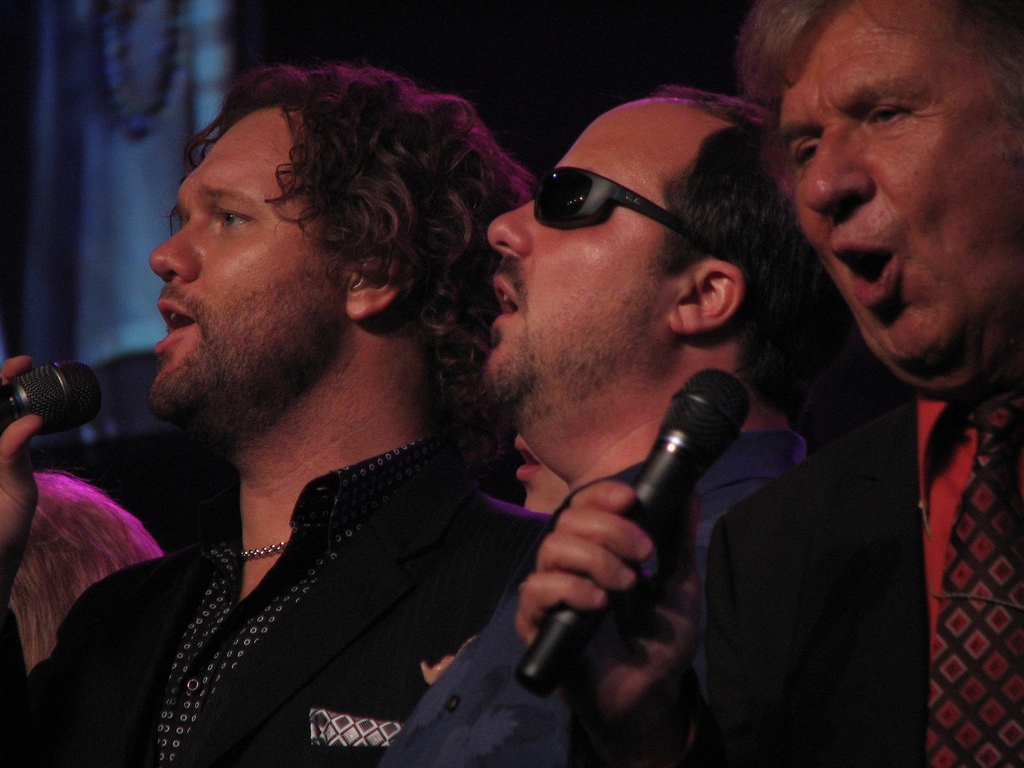
David Phelps mit Gordon Mote und Bill Gaither (l–r)

David Norris Phelps (* 21. Oktober 1969 in Texas) ist ein US-amerikanischer Sänger, Songwriter christlicher Popmusik und Keyboarder, der als Tenor der „Gaither Vocal Band“ bekannt wurde. Er veröffentlichte auch etliche Soloalben.

## Leben
Phelps wuchs in Tomball (Texas) auf, wo er bis 1988 die „Tomball High School“ besuchte. Danach folgte ein Musik- und Gesangsstudium an der Baylor University, das er 1992 abschloss. Dort dirigierte er den „Baylor Religious Hour Choir“.

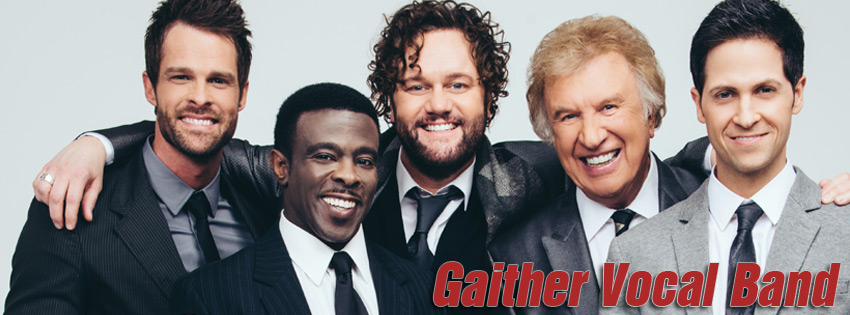
Gaither Vocal Band

Im Jahr 1998 stieß er zur „Gaither Vocal Band“, die er nach einer Unterbrechung zwischen 2005 und 2009 im Jahr 2017 verließ, um seine Solokarriere weiter zu verfolgen. Seine Alben Revelation, Life Is a Church und The Voice landeten in den Top 15, sein Album Freedom unter die Top 10 der „Billboard Christian Albums Charts“. Phelps erhielt Musikpreise wie den Grammy Award und Dove Award. Das Videoalbum Legacy Of Love erreichte eine Goldauszeichnung. Sein Musikvideo Classic wurde beim Public Broadcasting Service (PBS) ausgestrahlt.
David Phelps ist verheiratet und hat mit seiner Frau Lori Purtle vier Kinder, die auch beim Video Classic mitsingen. Als ganze Familie sind sie beim Video The Best of David Phelps der „Gaither Homecoming Serie“ zu sehen.
Im Januar 2019 war Phelps mit einem Teil seiner Band in Bern/Schweiz und trat dort zusammen mit über 200 Sängern des „Animato-Choir“ und dem „Animato-Sinfonieorchester“ auf. Seine Duettpartnerin war seine 21-jährige Tochter Maggie Beth. Er wird als das Aushängeschild des Southern Gospel in den USA bezeichnet.

## Diskografie

### Studioalben
| Jahr | Titel                                     | Höchstplatzierung, Gesamtwochen, AuszeichnungChartplatzierungen (Jahr, Titel, Platzierungen, Wochen, Auszeichnungen, Anmerkungen) | Höchstplatzierung, Gesamtwochen, AuszeichnungChartplatzierungen (Jahr, Titel, Platzierungen, Wochen, Auszeichnungen, Anmerkungen) | Anmerkungen                              |
| Jahr | Titel                                     | US | Christ | Anmerkungen                              |
| ---- | ----------------------------------------- | --- | --- | ---------------------------------------- |
| 1994 | Journey to Grace                          | — | — |                                          |
| 2000 | Joy, Joy                                  | — | — |                                          |
| 2001 | David Phelps                              | — | — |                                          |
| 2004 | Revelation                                | US176 (1 Wo.)US | Christ10 (6 Wo.)Christ |                                          |
| 2005 | Life Is a Church                          | — | Christ11 (3 Wo.)Christ |                                          |
| 2008 | The Voice                                 | — | Christ15 (2 Wo.)Christ |                                          |
| 2010 | Family Band                               | — | — |                                          |
| 2012 | Classic                                   | US114 (1 Wo.)US | Christ6 (12 Wo.)Christ | Gaither Gospel Series                    |
| 2015 | Freedom                                   | — | Christ10 (14 Wo.)Christ | Erstveröffentlichung: 14. April 2015     |
| 2017 | Hymnals: A Journey of Faith Through Hymns | US183 (1 Wo.)US | Christ6 (7 Wo.)Christ | Erstveröffentlichung: 24. März 2017      |
| 2021 | Gamechanger                               | — | Christ38 (1 Wo.)Christ | Erstveröffentlichung: 10. September 2021 |

### Livealben
| Jahr | Titel                                          | Höchstplatzierung, Gesamtwochen, AuszeichnungChartsChartplatzierungen (Jahr, Titel, Platzierungen, Wochen, Auszeichnungen, Anmerkungen) | Anmerkungen                           |
| Jahr | Titel                                          | Christ | Anmerkungen                           |
| ---- | ---------------------------------------------- | --- | ------------------------------------- |
| 2006 | The Legacy of Love: David Phelps Live          | Christ28 (5 Wo.)Christ |                                       |
| 2007 | No More Night: David Phelps Live in Birmingham | Christ44 (3 Wo.)Christ |                                       |
| 2008 | O Holy Night: A Live Holiday Celebration       | Christ49 (1 Wo.)Christ |                                       |
| 2010 | Christmas With David Phelps                    | Christ25 (6 Wo.)Christ | Erstveröffentlichung: 5. Oktober 2010 |

### Kompilationen
| Jahr | Titel                                                | Höchstplatzierung, Gesamtwochen, AuszeichnungChartplatzierungen (Jahr, Titel, Platzierungen, Wochen, Auszeichnungen, Anmerkungen) | Höchstplatzierung, Gesamtwochen, AuszeichnungChartplatzierungen (Jahr, Titel, Platzierungen, Wochen, Auszeichnungen, Anmerkungen) | Anmerkungen |
| Jahr | Titel                                                | US | Christ | Anmerkungen |
| ---- | ---------------------------------------------------- | --- | --- | ----------- |
| 2009 | The Best of David Phelps: From the Homecoming Series | US67 (1 Wo.)US | Christ3 (21 Wo.)Christ |             |

Weitere Kompilationen
- 2010: Top 10
- 2015: David Phelps: The Ultimate Collection

### Weihnachtsalben
| Jahr | Titel                                       | Höchstplatzierung, Gesamtwochen, AuszeichnungChartsChartplatzierungen (Jahr, Titel, Platzierungen, Wochen, Auszeichnungen, Anmerkungen) | Anmerkungen                            |
| Jahr | Titel                                       | Christ | Anmerkungen                            |
| ---- | ------------------------------------------- | --- | -------------------------------------- |
| 2007 | A David Phelps Christmas: One Wintery Night | Christ23 (8 Wo.)Christ |                                        |
| 2014 | O Holy Night: Christmas Favorites           | Christ46 (1 Wo.)Christ |                                        |
| 2018 | It Must Be Christmas                        | Christ15 (2 Wo.)Christ | Erstveröffentlichung: 19. Oktober 2018 |

### Mit derGaither Vocal Band
- 1998: Still the Greatest Story Ever Told
- 1999: God Is Good
- 2001: I Do Believe
- 2002: Everything Good
- 2003: A Capella (Produzent/Arrangeur)
- 2004: Best of the Gaither Vocal Band
- 2009: Reunion Vol. 1 & 2 (Live)
- 2009: Reunited
- 2010: Better Day (Live)
- 2010: Greatly Blessed
- 2011: I Am a Promise
- 2012: Pure and Simple
- 2014: Hymns
- 2014: The New Edition
- 2014: Sometimes It Takes a Mountain
- 2015: Happy Rhythm
- 2015: Christmas Collection
- 2016: Better Together

### Mitwirkung bei anderen Alben
- 1998: In My Life, Larry Gatlin (Spring House) (Background)
- 1999: Within Old Pages, Walt Mills (Homeland Records) (Background)
- 2000: Lordsong, Lordsong (Daywind); "Trial of the Heart" (Background)
- 2001: Lauren Talley, The Talleys (Horizon); "The Prayer (von Celine Dion und Andrea Bocelli)" (Duett)
- 2001: Mark Lowry On Broadway, (Spring Hill); "A Whole New World" (Duett mit Sandi Patty)
- 2001: Pursuing His Presence, The God Chasers (Spring Hill); "Completely Yours" (Solo)
- 2002: Homecoming Lullabies, Gaither Gospel Series; "I Spy" (Solo)
- 2006: The Nativity Story: Sacred Songs, Various (Watertower Music); "The Virgin's Lullaby" (Background)
- 2007: Something Beautiful (Disc 2), Gaither Gospel Series; "Dream On" (Solo) und "I Walked Today Where Jesus Walks" (Solo)
- 2008: Wait – 10th Anniversary Edition, Lana Ranahan; "Then Came The Morning" (Duett) und "I've Just Seen Jesus" (Duett)
- 2009: Let Go, Sheila Walsh (Spring Hill), "The Prayer" (Duett)
- 2009: In All I Do, Paid in Full; "Because I Love Him" (Solo)
- 2010: Love Will Find A Way, Steve Green; "God Is Love" (Background)
- 2012: Hands of Time, Anthony Burger; "What A Savior Medley" (Background)
- 2012: Windows in the World, Charlotte Ritchie; "After The Last Tear Falls" (Background)
- 2013: Some People Change, Michael English; "I Wouldn't Take Nothing for My Journey" (Background)
- 2014: A Beautiful Life, Charlotte Ritchie; "Revelation Song" und "Go Rest High on That Mountain" (Background)
- 2014: Out on a Limb, Wes Hampton; "Echo of You" (trio/solo), "My Father's House" (Background)
- 2016: Let The Glory Come Down, Prestonwood Celebration Choir; "Child, You're Forgiven" (Solo)
- 2016: 1915: Christmas With Fanny Crosby, The Public Square; "Hallelujah Christ Is Here" (Solo)
- 2017: The Corner of Broadway and Main Street, Voctave; "Being Alive" (Solo)

### Singles
- 2006: The Power of the Dream
- 2007: There Is A Fountain
- 2016: Water (Live)
- 2020: Last Night On Earth

## Videoalben

### Solo
- 2006: Legacy of Love (US: Gold)
- 2007: No More Night: David Phelps Live in Birmingham
- 2008: O Holy Night
- 2010: Christmas With David Phelps
- 2012: Classic (Gaither Gospel Series)
- 2015: Freedom (Gaither Gospel Series)

### Mit derGaither Vocal Band
- 1998: Hawaiian Homecoming
- 2001: I Do Believe
- 2003: Australian Homecoming
- 2009: Reunion Volumes 1 & 2
- 2010: Reunited
- 2010: Better Day
- 2012: Pure and Simple Volumes 1 & 2
- 2015: Sometimes It Takes a Mountain
- 2015: Happy Rhythm

### In der SerieGaither Homecoming Video
- 1998: Kennedy Center Homecoming; "The Battle Hymn of the Republic"
- 1998: All Day Singin’ at the Dome; "I'll Fly Away"
- 1998: Atlanta Homecoming; "What a Meeting in the Air", "Jesus Saves"
- 1998: Journey to the Sky; "O Love That Will Not Let Me Go"
- 1998: Passin' the Faith Along; "I Can't Even Walk"
- 1999: Sweet Sweet Spirit; "The Love of God"
- 1999: So Glad; "The Lifeboat"
- 2000: Homecoming Praise – Volume 2; "Rock of Ages, Cleft For Me", "Yes, I Know!"
- 2000: Christmas in the Country; "O Holy Night", "The Christmas Song", "Jingle Bells"
- 2000: Good News; "I'm Free", "What A Meeting in the Air"
- 2000: Irish Homecoming; "This Could Be the Dawning of that Day"
- 2000: Whispering Hope; "The Lifeboat", "When God Dips His Love in My Heart"
- 2000: Harmony in the Heartland; "A House of Gold", "Oh, What a Time"
- 2000: Memphis Homecoming; "Searchin'", "Build an Ark", "God is Good All the Time"
- 2001: A Billy Graham Music Homecoming – Volume 2; "The Love of God", "It is Well with My Soul"
- 2001: Mark Lowry On Broadway; "A Whole New World" (duet with Sandi Patty)
- 2002: Freedom Band; "Worthy the Lamb"
- 2002: I'll Fly Away; "I'll Fly Away", "When I Survey the Wondrous Cross"
- 2002: God Bless America; "End of the Beginning", "The Battle Hymn of the Republic"
- 2003: Heaven; "No More Night", "What a Day That Will Be"
- 2003: Rocky Mountain Homecoming; "These are They"
- 2003: Australian Homecoming; "Let the Glory Come Down"
- 2004: We Will Stand; "When I Survey the Wondrous Cross", "Sweeter As the Days Go By"
- 2005: Jerusalem; "It Is Well with My Soul", "These are They", "Second Fiddle"
- 2007: How Great Thou Art; "There Is a Fountain Filled with Blood"
- 2008: Rock of Ages; "When I Survey the Wondrous Cross"
- 2008: Count Your Blessings; "You Are My All in All"
- 2010: Giving Thanks; "I Will Sing of My Redeemer"
- 2011: The Best of David Phelps from the Homecoming Series
- 2011: Alaskan Homecoming; "America, the Beautiful", "Clean", "These are They"
- 2011: Majesty; "His Eye Is on the Sparrow"
- 2011: Tent Revival Homecoming; "I Stand Amazed," "He's Alive"
- 2017: Sweeter As The Days Go By: "We'll Talk It Over"